# Breese-Wilde Model 5

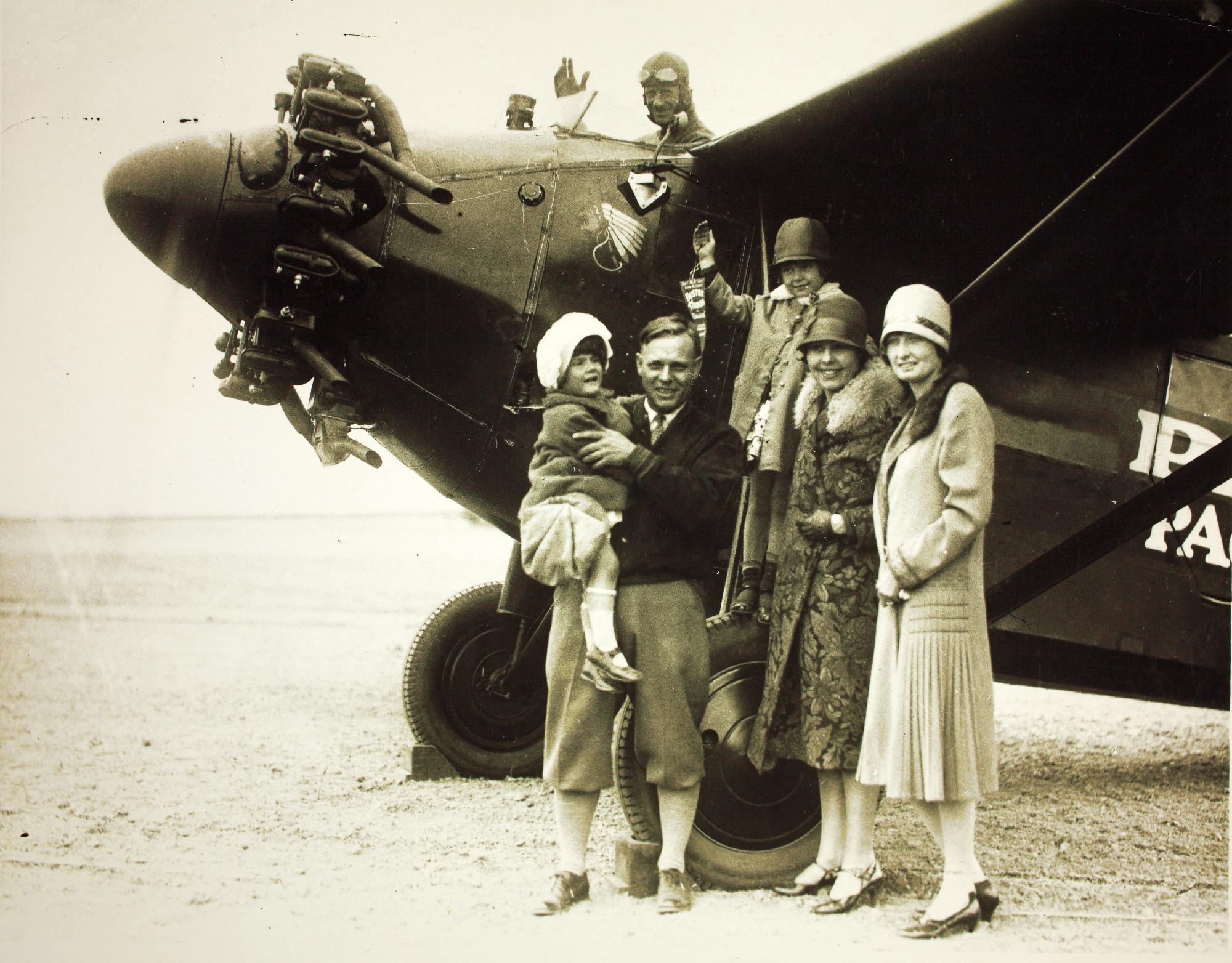
Dole Air Race "Pabco Pacific Flyer" Breese, Irving plus familie

De  Breese-Wilde Model 5 was een Amerikaans eenmotorig hoogdekker lange-afstand racevliegtuig, ontworpen en geproduceerd door Vance Breese en Arthur F. Wilde. De eerste vlucht was in 1927. Het vliegtuig werd speciaal gebouwd voor de dramatisch verlopen Dole Air Race. Er deden twee Breese-Wilde toestellen mee aan de Dole luchtrace: Aloha (tweede prijs achter de winnaar Woolaroc) en de Pabco Pacific Flyer (gecrasht tijdens de start in Oakland, met ernstige schade aan het landingsgestel tot gevolg).

## Ontwerp en historie
Het vliegtuigontwerp van Breese en Wilde was een hoogdekker met een 220 pk Wright negencilinder-stermotor. Het vliegtuig had een open cockpit. De vleugels werden ondersteund door dubbele vleugelstijlen, bevestigd aan de onderkant van de romp. Het landingsgestel was conventioneel met twee hoofdwielen en een staartslof. Standaard was een vaste brandstoftank van 1100 liter aangebracht, maar deze kon worden uitgebreid met 380 liter in losse tanks tot totaal 1480 liter.
Naast het racevliegen heeft er ook een Breese-Wilde Model 5 dienst gedaan als postvliegtuig voor de maatschappij Varney Air Lines, een voorloper van United Airlines. 

## Vliegend radiostation
De Pabco Pacific Flyer werd eind 1927 na een zware crash in de Mojavewoestijn opgelapt en iets vergroot. Het was de bedoeling dat het vliegtuig zou worden gebruikt als vliegend radiostation op de AM-band met als callsign “KFBI”. Na een paar weken uitgezonden te hebben besloot de Federal Radio Commission echter alle licenties van mobiele radiostations (zowel ter land als in de lucht) in te trekken.